# Holcosus festivus
Espèce
Synonymes
- Cnemidophorus festivus Lichtenstein, 1856
- Ameiva festiva (Lichtenstein, 1856)
- Ameiva festiva festiva (Lichtenstein, 1856)
- Ameiva edwardsii Bocourt, 1873
- Ameiva festiva edwardsii Bocourt, 1873
- Ameiva festiva occidentalis Taylor, 1956

Holcosus festivus est une espèce de sauriens de la famille des Teiidae.

## Répartition
Cette espèce se rencontre entre 100 et 1 000 m d'altitude :
- en Colombie ;
- au Panama ;
- au Costa Rica ;
- au Nicaragua ;
- au Honduras ;
- au Guatemala ;
- au Belize ;
- dans le sud du Mexique.

Sa présence est incertaine au Salvador.

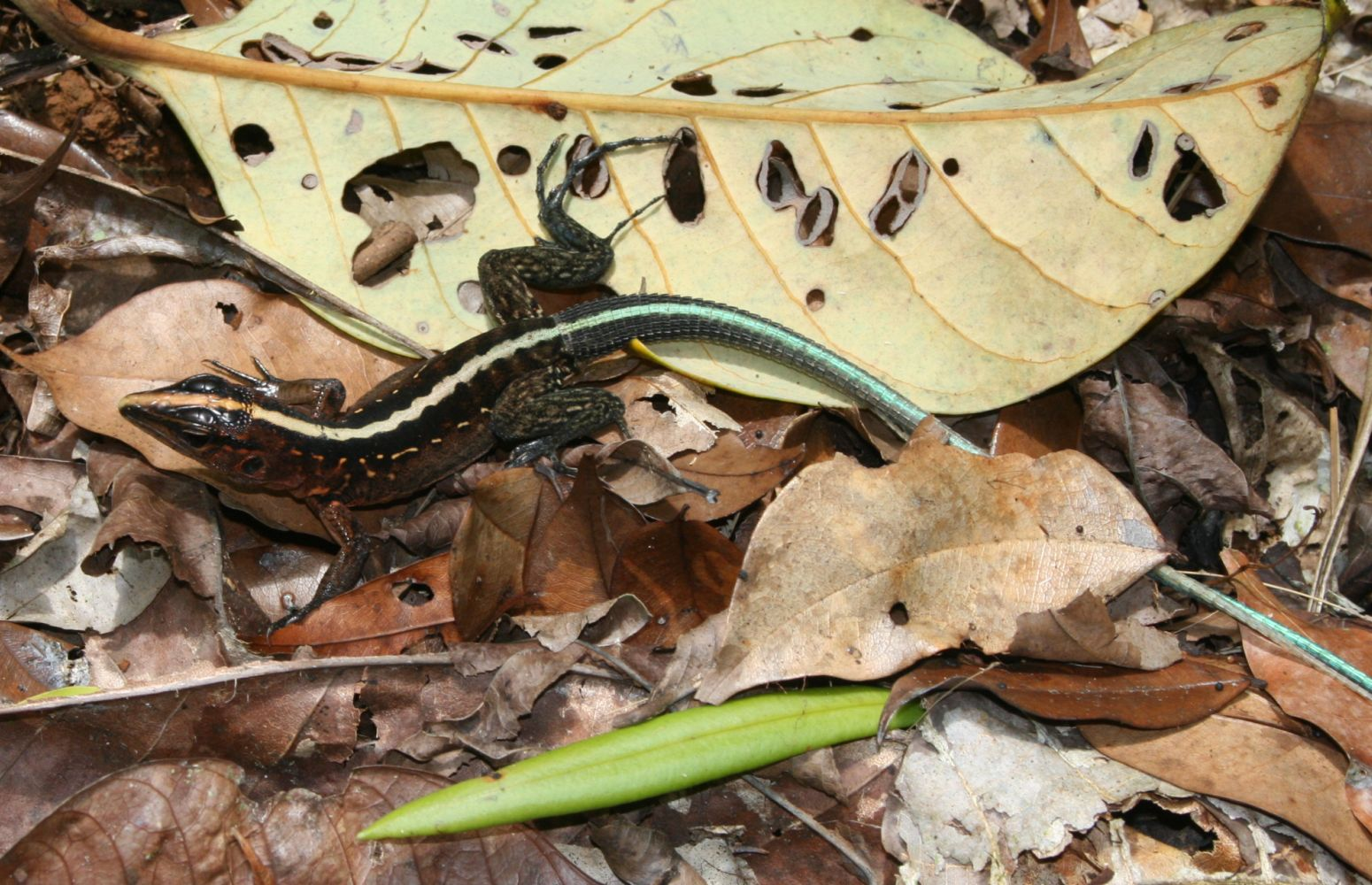

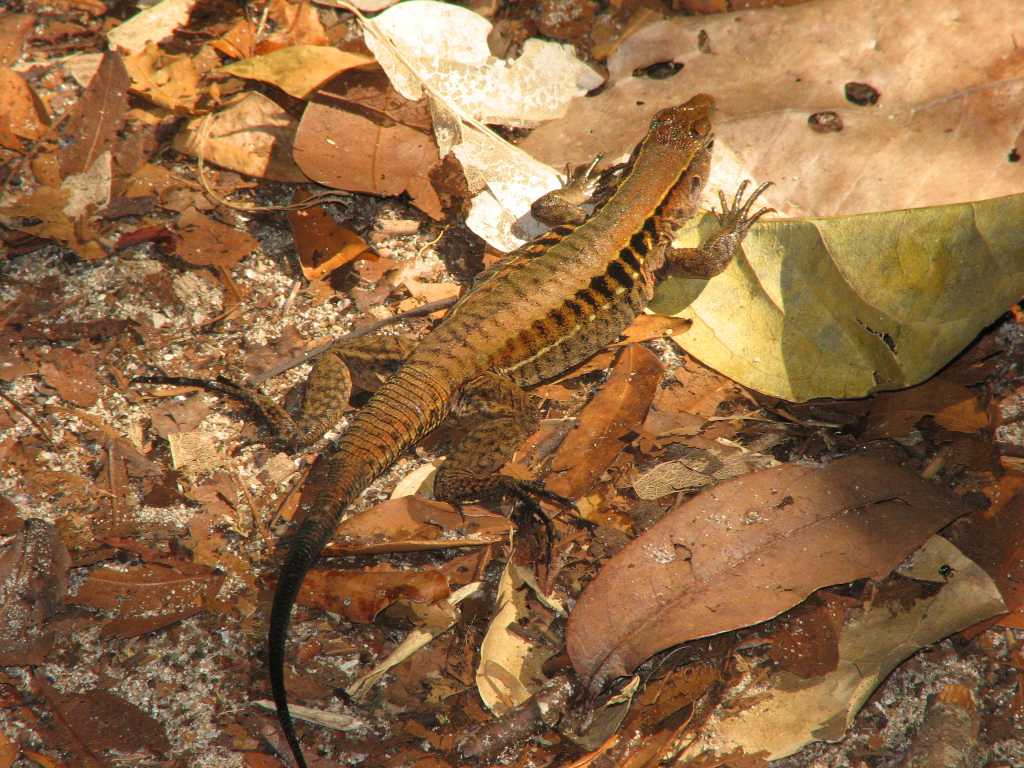

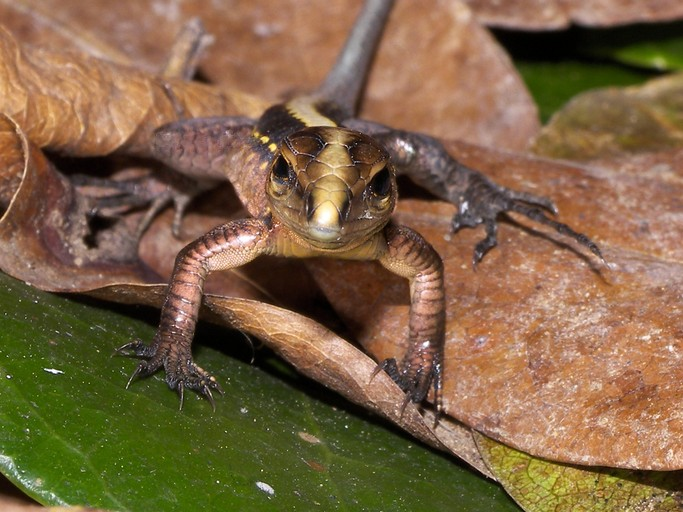

## Liste des sous-espèces
Selon The Reptile Database (9 avril 2013) :
- Holcosus festivus edwardsii (Bocourt, 1873)
- Holcosus festivus festivus (Lichtenstein, 1856)
- Holcosus festivus occidentalis (Taylor, 1956)

## Publications originales
- Bocourt, 1873 : Note sur l'Ameiva edwardsii. Annales des sciences naturelles. Zoologie et biologie animale, ser. 5, vol. 17, n. 17, p. 1-2 (texte intégral).
- Lichtenstein, 1856 : Nomenclator reptilium et amphibiorum Musei Zoologici Berolinensis. Namenverzeichniss der in der zoologischen Sammlung der Königlichen Universität zu Berlin aufgestellten Arten von Reptilien und Amphibien nach ihren Ordnungen, Familien und Gattungen. Königliche Akademie der Wissenschaften, Berlin, p. 1-48 (texte intégral).
- Taylor, 1956 : A summary of Mexican lizards of the genus Ameiva. University of Kansas science bulletin, vol. 38, n. 1, p. 3-322 (texte intégral).